# Daniel Masclet
Daniel Masclet (Blois, 1º aprile 1892 – Parigi, 15 settembre 1969) è stato un fotografo francese, nonché teorico della fotografia.

## Biografia
Daniel Masclet nacque a Blois nel 1892. Non frequentò la scuola: suo padre gli diede delle lezioni di disegno, mentre sua madre gli insegnò l'inglese e il russo. All'età di dieci anni iniziò a prendere delle lezioni di violoncello e di violino; all'età di 17 anni era un prodigio del violoncello e iniziò una carriera musicale.
Dopo il suo ritorno dalla prima guerra mondiale nel 1919, pur continuando con la musica, incontrò Robert Demachy che lo presentò al barone Adolf de Meyer, del quale divenne l'assistente per la rivista Harper's Bazaar dal 1920 al 1925; Masclet imparò grazie a Meyer una grande varietà di tecniche di illuminazione e realizzò la maggior parte dei suoi scatti per quest'ultimo. Nel 1923, realizzò una serie di ritratti del mimo Georges Vague. Lavorò per Vogue con Lucien Vogel dal 1925 al 1928. Nel 1928 abbandonò la carriera musicale.
Masclet, un fotografo molto attivo, fu uno dei membri fondatori del gruppo dei Quindici nel 1946, dal quale sarebbe stato espulso nel 1952, e nel 1951 fu tra i membri fondatori dei 30×40. Fu anche un direttore di mostre e si batté per la difesa e il riconoscimento della fotografia artistica. In particolare, nel gennaio del 1933 organizzò alla galleria Renaissance, in rue Royale, una mostra di fotografie di nudi femminili con il nome di Premier salon international de nu photographique ("Primo salone internazionale del nudo fotografico"), al quale parteciparono, tra gli altri, Man Ray con Il violino d'Ingres, Jean Moral, Laure Albin-Guillot, František Drtikol e László Moholy-Nagy; ne venne tratto un albo pubblicato con il titolo Nus. La Beauté de la femme. Nel 1953 organizzò una mostra importante: Les Maîtres de la caméra ("I maestri della fotocamera") alla galleria Craven, dove espose, tra le altre, delle fotografie di Brassaï, Henri Cartier-Bresson, Man Ray, Emmanuel Sougez, Otto Steinert, Maurice Tabard, Edward Weston, "fotografi di livello internazionale [i cui] nomi sono già messi per iscritto nella storia della fotografia", come pure delle mostre dedicate a Edward Weston e a Berenice Abbott.
Nel corso della sua carriera realizzò molti scatti di sua moglie Francesca. Morì il 15 settembre del 1969 a Parigi, nel quarto arrondissement.

## Pubblicazioni
- Nus. La beauté de la femme. Album du premier salon international du nu photographique. Paris 1933, Braun, 1933.[1]

l'albo raggruppa 96 riproduzioni di fotografie in bianco e nero, riprodotte in rotocalco, realizzate da 54 fotografi, tra i quali: Laure Albin-Guillot, Pierre Boucher, František Drtikol, Andreas Feininger, Ergy Landau, George Platt Lynes, Marcel Meys, László Moholy-Nagy, Jean Moral, Ewald Hoinkis, Heinz von Perckhammer, Man Ray, Yva.
- Le Paysage en photographie. Esthétique-Technique, Paris, Paul Montel, 1947.[6]
- «Réflexions sur un salon», Le Photographe, n. 639, 5 gennaio 1947, sulla creazione del primo Salone internazionale della fotografia alla biblioteca nazionale di Parigi nel novembre del 1946.
- «De Hill à Blumenfled. Cent années d’art photographique», Le Photographe, n. 664, 20 janvier 1948, pp. 17-21 (con la riproduzione di 40 fotografie della sua collezione).
- «Daniel Masclet présente… Edward Weston», Photo-cinéma magazine, n. 579, gennaio 1950, p. 23.
- «Le Groupe des XV de Paris», Publimondial, n. 28, settembre 1950, p. 92.
- «Sur quelques maîtres», Photo-France, n. 4, gennaio 1951, pp. 15-28.
- «Daguerre. Inventeur du daguerréotype, lanceur de la photographie», Le Photographe, n. 738, 20 febbraio 1951, pp. 56-59.
- «Un reporter», Photo France, n. 10, maggio 1951.
- «Man Ray. Interview», Photo France, n. 7, novembre 1951, pp. 31-32.
- Réflexions sur le portrait en photographie, Paris, éditions de Francia, 1971.